# نیکلا بورباکی
نیکُلا بورباکی نام مستعار گروهی از ریاضی‌دانان عمدتاً فرانسوی است که از سال ۱۹۳۵ به بعد کتابهایی در ریاضیات پیشرفته نوشتند. با هدف بنیان نهادن ریاضیات بر نظریه مجموعه‌ها، تلاش اصلی گروه دست یافتن به دقت و کلیت بود. کارهای آنها نهایتاً به کشف مفاهیمی منجر شد که هنوز محل بحث هستند. در حالی که کسی با اسم نیکلا بورباکی وجود ندارد، گروه نیکلا بورباکی در اکول نرمال سوپریور دارای یک دفتر است.
مهمترین کار بورباکی مجموعه مبانی ریاضیات است که هدف آنها ارائه مجموعه ای جامع دربارهٔ حوزهای اصلی ریاضیات مدرن بود. بدون در نظر گرفتن دانش پیشینی از ریاضیات، این مجموعه از ریاضیاتِ ابتدایی دست به کار می‌شود و به نحو اصل موضوعی و با ارائه اثبات کامل پیش می‌رود.
در حالی که روایات از چگونگی پیدایش اولیه گروه متفاوت است اما اکنون مدارکی در این باره در دسترس است. بنیانگذاران گروه، همگی با اکول نرمال سوپریور مرتبط بودند و شامل هانری کارتان، کلود شِوالی، ژان کولُن، ژان دلسارت، ژان دیودونه، شارل اِرِسمان، رنه د-پُسِل، سولم مندلبرویت و آندره وی بودند. اولین نشست آنها یک جلسه مقدماتی در اواخر سال ۱۹۳۴ بود. هدف اولیه گروه ارائه متون بهتر تحلیل ریاضی بود، اما به زودی به این نتیجه رسیدند که کار گسترده‌تری دربارهٔ تمام ریاضیات ضرورت دارد. گروه هیچ فرایند رسمی عضویتی نداشت و کاملاً سری بود. آنها ملاقاتهای مرتبی، هر چهار هفته یکبار، داشتند که در هر نشست خط به خط کتابهای نوشته شده‌شان را بررسی می‌کردند. اعضای گروه در سن ۵۰ سالگی مجبور به کناره‌گیری می‌شدند.